# Белые Карпаты
Бе́лые Карпа́ты (словац. Biele Karpaty, чеш. Bílé Karpaty), часть Западных Карпат, на востоке Чешской Республики и Словакии. Белые Карпаты служат естественной границей между Чехией и Словакией. Высшая точка — гора Велька-Яворина, 970 м над уровнем моря, находящаяся неподалёку от г. Нове Место-над-Вагом.
Белые Карпаты имеют смешанную лесную и луговую растительность. Преобладают смешанные леса с преобладанием буков. Флора Белых Карпат разнообразна, некоторые виды орхидей Чехии и Словакии встречаются только тут — в чешско-словацком заповеднике «Белые Карпаты».